# Hippocrepis neglecta
Hippocrepis neglecta là một loài thực vật có hoa trong họ Đậu. Loài này được Lassen miêu tả khoa học đầu tiên.